# Pokrzyk
Pokrzyk (Atropa) – rodzaj z roślin z rodziny psiankowatych. Obejmuje 5 gatunków. Występują one w południowej i środkowej Europie oraz w południowo-zachodniej Afryce i w południowo-zachodniej Azji, po Himalaje na wschodzie. Rośliny te rosną w widnych lasach i w miejscach skalistych, w górach. Pokrzyk wilcza jagoda, będący jedynym przedstawicielem rodzaju występującym w Polsce, należy do najsilniej trujących roślin w strefie klimatu umiarkowanego.

## Morfologia
PokrójNagie byliny osiągające do 2 m wysokości.
LiścieLiście ustawione są parami, przy czym jeden z nich jest starszy, ale wraz ze wzrostem pędu rośnie ku górze i w końcu wyrasta obok niego młody liść. Liście pojedyncze, całobrzegie.
KwiatyOkazałe, 5-krotne, wyrastają pojedynczo w kątach liści. Kielich rozdzielony jest na 5 działek zrośniętych tylko u dołu, trwałych i wydłużających się podczas owocowania. Korona kwiatu dzwonkowata, zrosłopłatkowa, w kolorze matowo fioletowym lub brudnożółtym. Nitki 5 pręcików cienkie, owłosione u nasady, wyrastają u nasady korony. Zalążnia górna, dwukomorowa, szyjka słupka cienka, zakończona dwudzielnym znamieniem.
OwoceWielonasienne, czarne jagody.

## Systematyka
Rodzaj z rodziny psiankowatych (Solanaceae), z podrodziny Solanoideae i plemienia Hyoscyameae.
Wykaz gatunków
- Atropa acuminata Royle ex Lindl.
- Atropa baetica Willk.
- Atropa bella-donna L. – pokrzyk wilcza jagoda
- Atropa komarovii Blin. & Shalyt
- Atropa × martiana Font Quer
- Atropa pallidiflora Schönb.-Tem.